# Georgium Slot
51°50′40.873″N 12°13′51.452″Ø / 51.84468694°N 12.23095889°Ø
Georgium Slot er et slot i byen Dessau-Rosslau i den tyske delstat Sachsen-Anhalt og er opført i engelsk stil. Det er opkaldt efter bygherren, prins Johan Georg af Anhalt-Dessau, en yngre bror til fyrst Leopold 3. af Anhalt-Dessau.

## Historie
I 1780 påbegyndte prins Johan Georg med  hjælp fra arkitekten Friedrich Wilhelm von Erdmannsdorff byggeriet af et lille klassicistisk landsted i den daværende by Dessau. Bygningen blev omkranset af et parkanlæg i engelsk stil. Parken havde talrige klassicistiske og romantiske parkinstallationer, skulpturer, småarkitektur og mindesmærker, som alle er lagt harmonisk ind i landskabet og naturen.
Til de vigtigste elementer hører det såkaldte Fremdenhaus, Römische Ruine (Romerske ruiner), et ionisk rundtempel og to replikaer af antikke porthvælvinger, samt mindesmærket over fyrst Franz i antik klædedragt.
Den 97 ha store park Beckerbruch som ligger op til  Georgengarten, blev som et flod- og vådområdelandskab holdt naturmæssigt, men også forskønnet med noget småarkitektur og mindesmærker. Den kunstfærdigt anlagte landskabspark går her harmonisk over i det naturlige landskab.
Fra det gamle flodvogterhus Elbpavillon og den kunstige ruin Wallwitzburg kan man få et vidt udsyn over parklandskabet langs Elben. Op til området ligger Mausoleumsparken Dessau, anlagt mellem 1894 og 1896.
Georgium Slot blev som en del af Dessau-Wörlitz kulturlandskab i år 2000 opført på UNESCOs liste over verdens kulturarv.

## Anhaltiske billedgalleri
I Georgium Slot ligger det anhaltiske billedgalleri som består af ældre tyske og nederlandske malerier. Videre findes tidlig originalgrafik af Albrecht Dürer og Lucas Cranac den ældre. Blandt andet findes her Dürers kendte værk Melencolia I.
Malerierne blev under den anden verdenskrig opbevaret i en saltgrube ved Bernburg. Nogle af kunstværkerne blev fjernet af amerikanske soldater og genfundet på det amerikanske kunstmarked. I juli 1945 beslaglagde den Røde Hærs trofækommission den del af udstillingen, som fandtes på stedet og transporterede det i 1946 til Sovjetunionen. Det drejede sig om 800 malerier og 17.000 grafiske blade. I 1958-1959 blev 600 malerier og 10.000 grafiske blade bragt tilbage til galleriet.

### Eksempler på billeder i Det Anhaltiske billedgalleri
- Jacob Philipp Hackert „Blick auf die Villa Albani in Rom“ (1779)
- Jan Mijtens „Bildnis der Töchter Friedrich Heinrichs von Oranien“ (1666)
- Albrecht Dürer 
„Melencolia I“ (1514)
- Wilhelm Trübner „Marbachtal im Odenwald“ (1902)
- Etter Hieronymus Bosch „Die Versuchung des Heiligen Antonius.“(16. Jhd.)